# ماريانو باربييري
ماريانو باربييري (بالإسبانية: Mariano Barbieri)‏ (29 نوفمبر 1990 بتشيفيلكوي في الأرجنتين - ) هو لاعب كرة قدم أرجنتيني في مركز الهجوم.

## روابط خارجية
- ماريانو باربييري على موقع قاعدة بيانات كرة القدم.إي يو (الإنجليزية)
- ماريانو باربييري على موقع Soccerway.com (الإنجليزية)